# Munksnäs pensionat

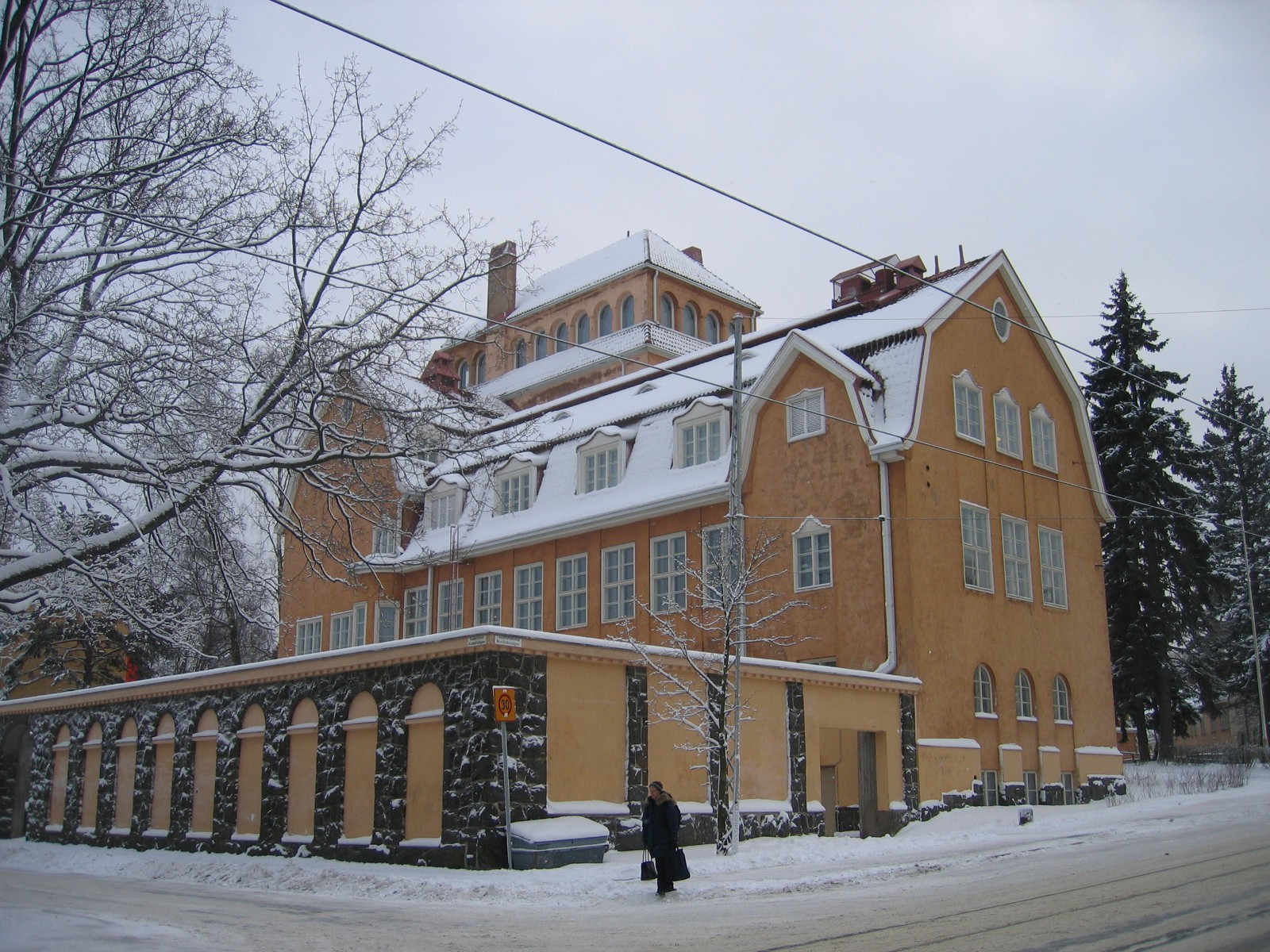

Munksnäs pensionat (nu Munksnäs kursgård) är en jugendbyggnad Munksnäs i Helsingfors. Huset är beläget på Holländarvägen 11. Det stod klar 1918 och planerades av arkitekt Eliel Saarinen. Han formgav även inredningen.
Huset fungerade som pensionat bara fram till 1923. Då flyttade Kadettskolan in tills den flyttade till Sandhamn år 1940. Sedan övertog staben för Finlands flygvapen huset och verkade här under åren 1940–1973. Då renoverades huset och övergick till Statens utbildningsenhet. Utbildningen bolagiserade 2002 till HAUS kehittämiskeskus Oy. År 2004 blev tullstyrelsen huvudsaklig hyresgäst och Finlands tull använder byggnaden för sin utbildning vid sidan av HAUS kehittämiskeus Oy. Numera talar man om Munksnäs kursgård.